# Andowiak kolumbijski
Andowiak kolumbijski (Thomasomys popayanus) – gatunek ssaka z podrodziny bawełniaków (Sigmodontinae) w obrębie rodziny chomikowatych (Cricetidae).

## Zasięg występowania
Andowiak kolumbijski występuje w zachodnich Andach w Kolumbii.

## Taksonomia
Gatunek po raz pierwszy zgodnie z zasadami nazewnictwa binominalnego opisał w 1912 roku amerykański zoolog Joel Asaph Allen nadając mu nazwę Thomasomys popayanus. Holotyp pochodził z grzbietu zachodnich Andów, na wysokości 10 340 ft (3152 m), 40 mi (64 km) na zachód od Popayán, w Cauca, w Kolumbii.
Autorzy Illustrated Checklist of the Mammals of the World uznają ten takson za gatunek monotypowy.

### Etymologia
- Thomasomys: Oldfield Thomas (1858–1929), brytyjski zoolog, teriolog; gr. μυς mus, μυος muos „mysz”[7].
- popayanus: Popayán, Kolumbia[8].

## Morfologia
Długość ciała (bez ogona) 145–164 mm, długość ogona 201–218 mm, długość tylnej stopy 33–38 mm; brak danych dotyczących masy ciała. 

## Siedlisko
Występuje na wysokościach między 1828 a 3150 m n.p.m.. Występuje w paramo, lasach górskich i wtórnych.

## Populacja
Ich populacja jest niewielka. Możliwe, że jego zasięg występowania jest większy, niż wiadomo obecnie.

## Zagrożenia
Ich zagrożeniem jest wylesianie